# Еврібат

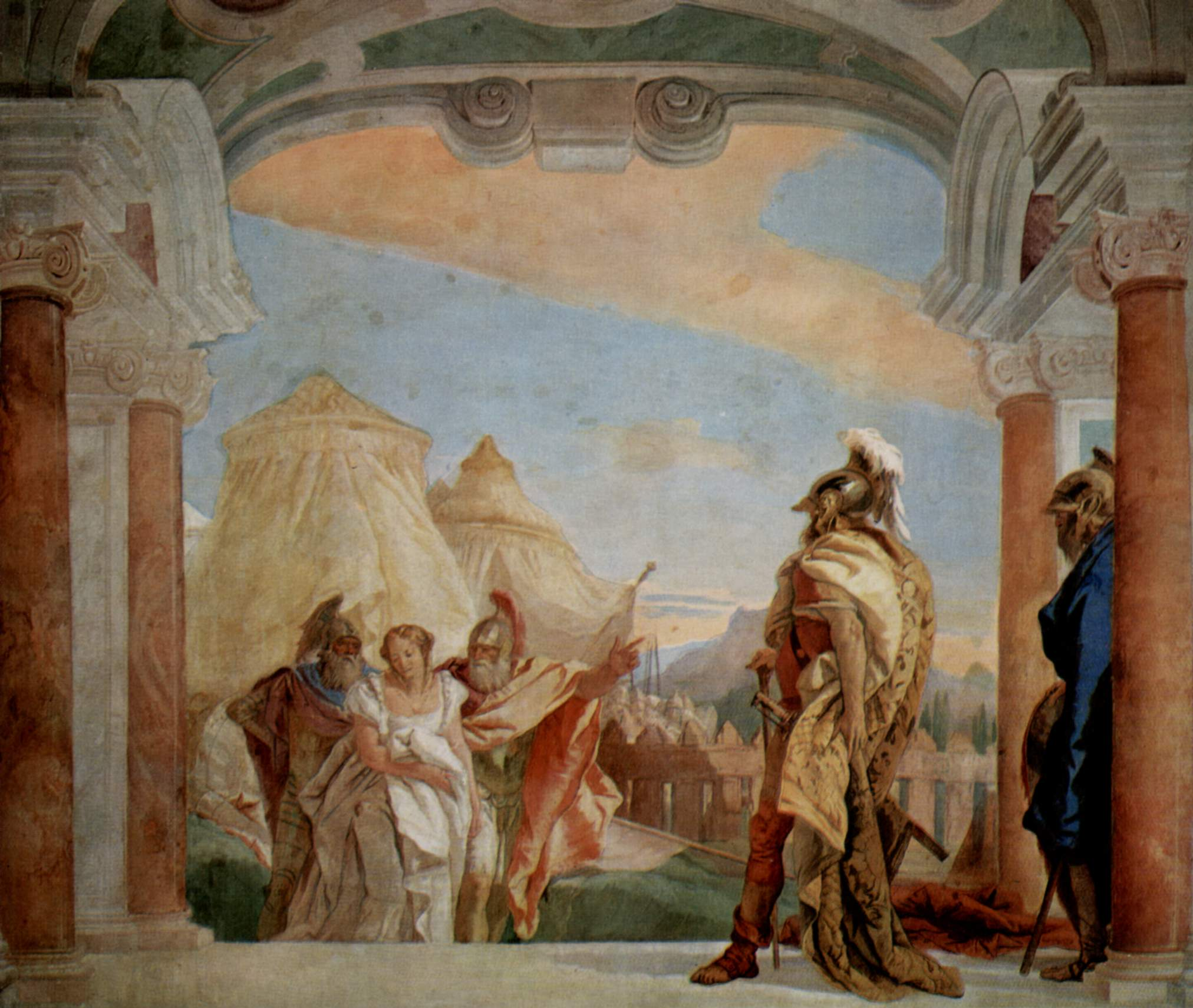
Еврібат і Талфібій приводять Агамемнону бранку Ахіллеса Брісеїду

Еврібат (грец. Εὐρυβάτης) — невродливий, але дотепний і відданий супутник Одіссея, його оповісник під Троєю;
Еврібат — оповісник Агамемнона.